# PGC 10
Bei LEDA/PGC 10 handelt es sich um eine kompakte linsenförmige Galaxie vom Hubble-Typ S0-a, die in einer Entfernung von 300 bis 350 Millionen Lichtjahren im Sternbild Fische liegt.
In einem Radius von drei Winkelminuten um PGC 10 liegen die Galaxie PGC 7, die Sterne TYC 4663-125-1 und TYC 5253-332-1 sowie der Quasar QSO B2357-003A.

## Erscheinungsbild
PGC 10 besitzt einen scheinbaren Durchmesser von 0,55 × 0,45 Winkelminuten, wodurch die Galaxie rund 55- bis 67-mal kleiner als der ungefähre scheinbare Monddurchmesser von der Erde aus (≈ 30′) ist. Aufgrund dieser Tatsache sowie einer ermittelten scheinbaren Helligkeit von rund 14,83 Magnituden (beinahe 36.000-mal dunkler als die bei dunklem Himmel sichtbare Andromedagalaxie) ist PGC 10 für das bloße menschliche Auge vollständig unsichtbar.

## Physikalische Eigenschaften
Sie besitzt eine ungefähre Rotverschiebung von z = 0,02366 und die daraus errechnete Entfernung liegt zwischen 92 und 106 Megaparsec (zwischen 300 und 350 Millionen Lichtjahren). Vom Sonnensystem aus entfernt sich PGC 10 mit einer errechneten Radialgeschwindigkeit von näherungsweise 7100 Kilometern pro Sekunde. Der Durchmesser der Galaxie wird auf ca. 54.000 Lichtjahre geschätzt. Mit einer absoluten Helligkeit von -20,19 ± 0,5 Magnituden besitzt PGC 10 zwischen 36 und 90 Prozent der absoluten Helligkeit der Milchstraße (≈ -20,8 mag).
Zusammen mit PGC 7 bildet sie das Galaxienpaar KPG 600.